# Ratusz gminy Podlesie
Ratusz gminy Podlesie – budynek dawnego urzędu gminy Podlesie, znajdujący się przy ulicy Uniczowskiej w Katowicach, na obszarze dzielnicy Podlesie.
Powstał on w 1912 roku i swoje funkcje jako gmach urzędu gminy Podlesie pełnił do 1975 roku, kiedy to wraz miastem Kostuchna Podlesie włączono do Katowic. Obecnie swoją siedzibę ma tu m.in. filia Miejskiej Biblioteki Publicznej w Katowicach, Rada i Zarząd Dzielnicy nr 22 Podlesie oraz zespół folklorystyczny Podlesianki, który urządził w budynku izbę tradycji. Gmach jest wpisany do gminnej ewidencji zabytków miasta Katowice, a także objęty jest ochroną konserwatorską.

## Historia

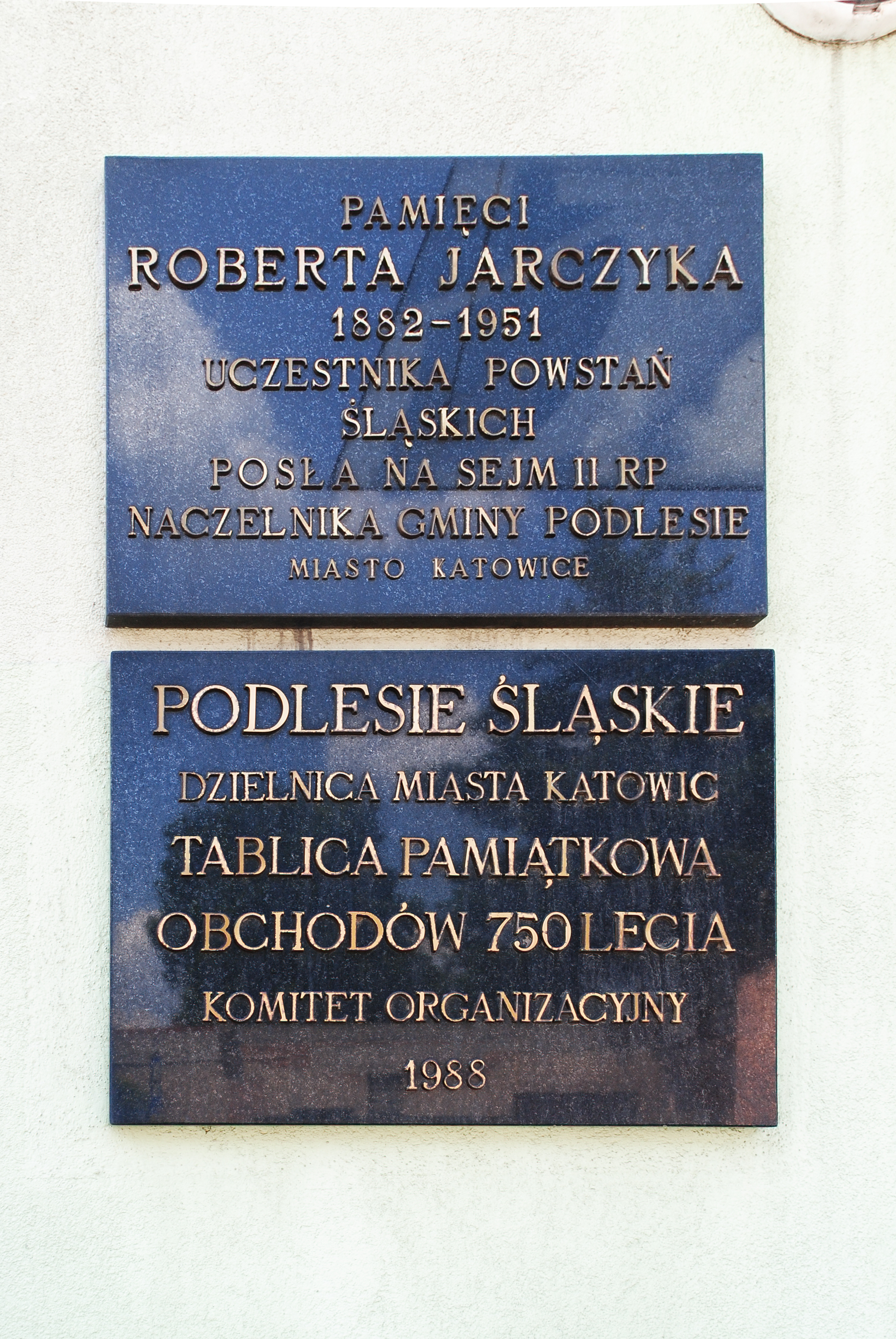
Tablice upamiętniające obchody 750-lecia Podlesia Śląskiego oraz Roberta Jarczyka, znajdujące się na fasadzie gmachu dawnego ratusza gminy Podlesie

Gmach Urzędu Gminy Podlesie powstał w 1912 roku. W okresie przedwojennym określano go jako Amstgebäude lub Verwaltungsgebäude (niem. budynek urzędowy). Rok później, w 1913 roku na budynku został uruchomiony działający do dziś zegar. Dnia 14 listopada 1926 roku naczelnikiem gminy Podlesie został Robert Jarczyk, który doprowadził m.in. do rozbudowy budynku Urzędu Gminy. W dniu 18 sierpnia 1929 roku w Podlesiu odbyły się centralne dożynki Polski, na które przybył m.in. ówczesny prezydent Polski Ignacy Mościcki. Przed gmachem ratusza gości witał ówczesny sekretarz gminy Józef Holecki.
W latach 1939–1945 działał tu niemiecki zarząd gminy, zaś w latach 1945–1954 w gmachu działał zarząd gminy Podlesie. Po reformie administracyjnej znoszącej gminy działał tu zarząd Gromady Podlesie. W 1973 roku Podlesie wraz z Zarzeczem włączono do miasta Kostuchna, które w 1975 roku włączone zostało w granice Katowic. Do tego też czasu gmach pełnił swoją pierwotną funkcję.
W 1984 roku został powołany zespół folklorystyczny Podlesianki, mający swoją siedzibę w gmachu dawnego ratusza. W latach 90. XX wieku pojawił się pomysł założenia w siedzibie zespołu izby pamięci, w którym zaczęto gromadzić stare eksponaty, w tym meble i sprzęty gospodarstwa domowego. Na fasadzie budynku w 1988 roku umieszczono tablicę pamiątkową upamiętniającą 750-lecie Podlesia Śląskiego, zaś obok mieści się tablica poświęcona Robertowi Jarczykowi – posłowi na Sejm II Rzeczypospolitej i naczelnikowi gminy Podlesie w latach 1926–1938.
Rada Miasta Katowice w dniu 31 stycznia 2005 roku uchwaliła miejscowy plan zagospodarowana przestrzennego dla południowych dzielnic Katowic, obejmując gmach dawnego ratusza ochroną konserwatorską. W 2010 roku przeprowadzono modernizację gmachu. W ramach prac wartych około 3,5 mln złotych przeprowadzono remont, przebudowę i dobudowę obiektu wraz z termomodernizacją budynku. W 2012 roku za budynkiem dawnego ratusza oddano do użytku plac zabaw dla dzieci. W ramach katowickiego budżetu obywatelskiego za 2016 roku zrealizowano projekt podtrzymywania tradycji regionalnych oraz wzmocnienia więzi międzypokoleniowej o wartości około 19 tys. złotych.

## Charakterystyka

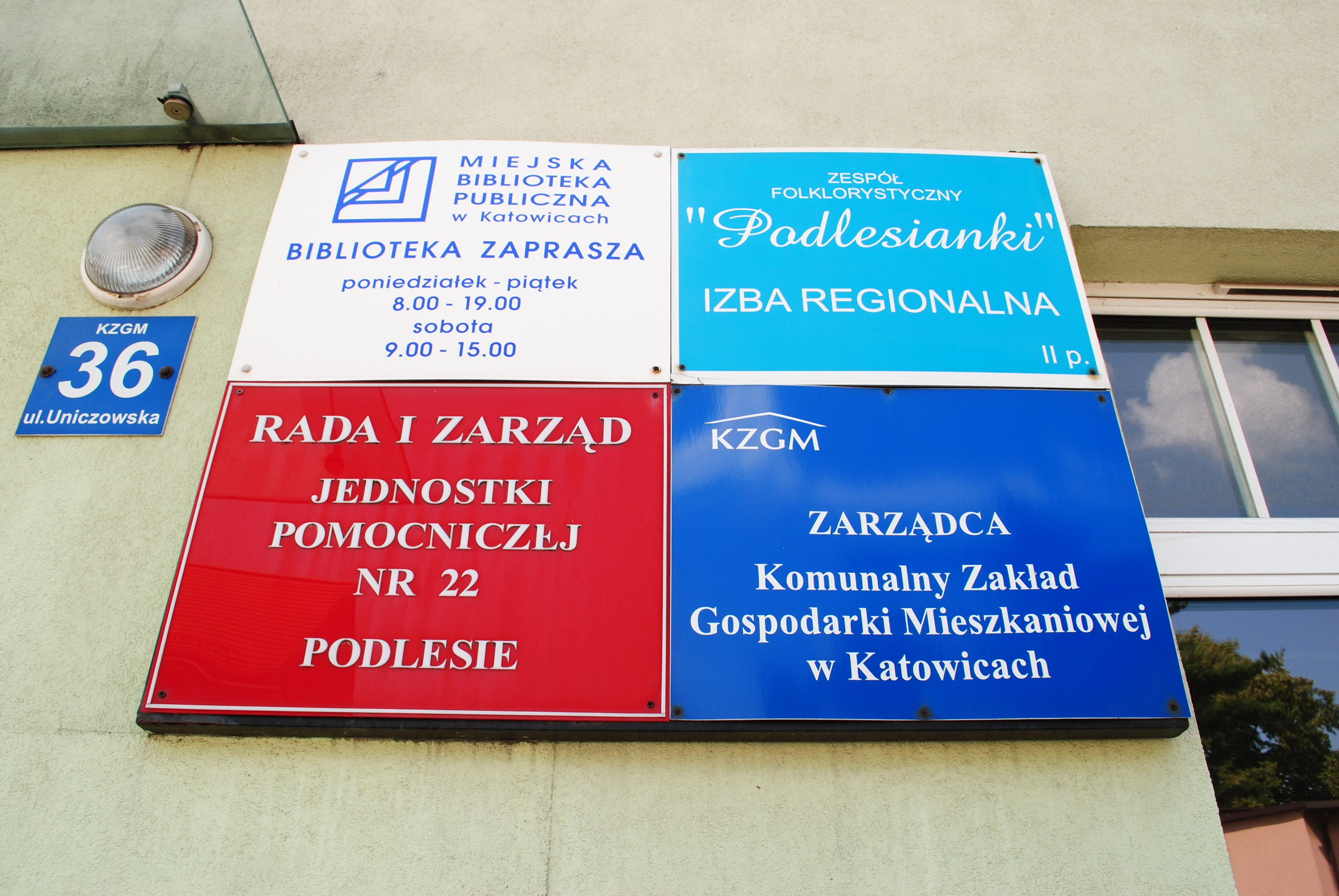
Tablice znajdujące się przed wejściem do gmachu dawnego ratusza

Budynek dawnego ratusza gminy Podlesie położony jest w Katowicach przy ulicy Uniczowskiej 36, na obszarze dzielnicy Podlesie. Budynek został wybudowany w 1912 roku. Powierzchnia zabudowy gmachu wynosi 249,0 m², zaś powierzchnia użytkowa 637,0 m². Posiada on 3 kondygnacje nadziemne i jedną podziemną. Na elewacji znajduje się ratuszowy zegar, powstały w fabryce Carla Weissa w Głogowie w 1913 roku. Jest on objęty stałą obserwacją techniczną przez zarządcę budynku. Za gmachem dawnego ratusza znajduje się plac zabaw.
W budynku dawnego ratusza mieści się kilka placówek i instytucji publicznych. Swoją siedzibę ma tutaj Filia nr 28 Miejskiej Biblioteki Publicznej w Katowicach, w której prócz wypożyczalni dla dzieci i dorosłych organizowane są m.in. lekcje biblioteczne, zajęcia edukacyjno-artystyczne dla dzieci czy też warsztaty dla dorosłych. W gmachu swoją placówkę ma tu również Rada i Zarząd Dzielnicy nr 22 Podlesie. Na ostatnim piętrze gmachu siedzibę ma regionalny zespół folklorystyczny Podlesianki. W gmachu urządzono salę historyczną, w której członkinie zespołu Podlesianki zgromadziły historyczne meble oraz sprzęty gospodarstwa domowego. W sali tej prowadzone są lekcje edukacji regionalnej dla uczniów pobliskich szkół. Gmach jest zarządzany przez Komunalny Zakład Gospodarki Mieszkaniowej w Katowicach.
Budynek dawnego ratusza wpisany jest do gminnej ewidencji zabytków – kartę opracowało Biuro Konserwatora Zabytków Urzędu Miasta Katowice w grudniu 2012 roku. Dodatkowo jest on objęty ochroną konserwatorska na podstawie przepisów miejscowego planu zagospodarowana przestrzennego.